# Sainte-Croix (Ain)
Pour les articles homonymes, voir Sainte-Croix.
Sainte-Croix est une commune française, située dans le département de l'Ain en région Auvergne-Rhône-Alpes.
Les habitants de Sainte-Croix s'appellent les Saint-Cruziens.

## Géographie

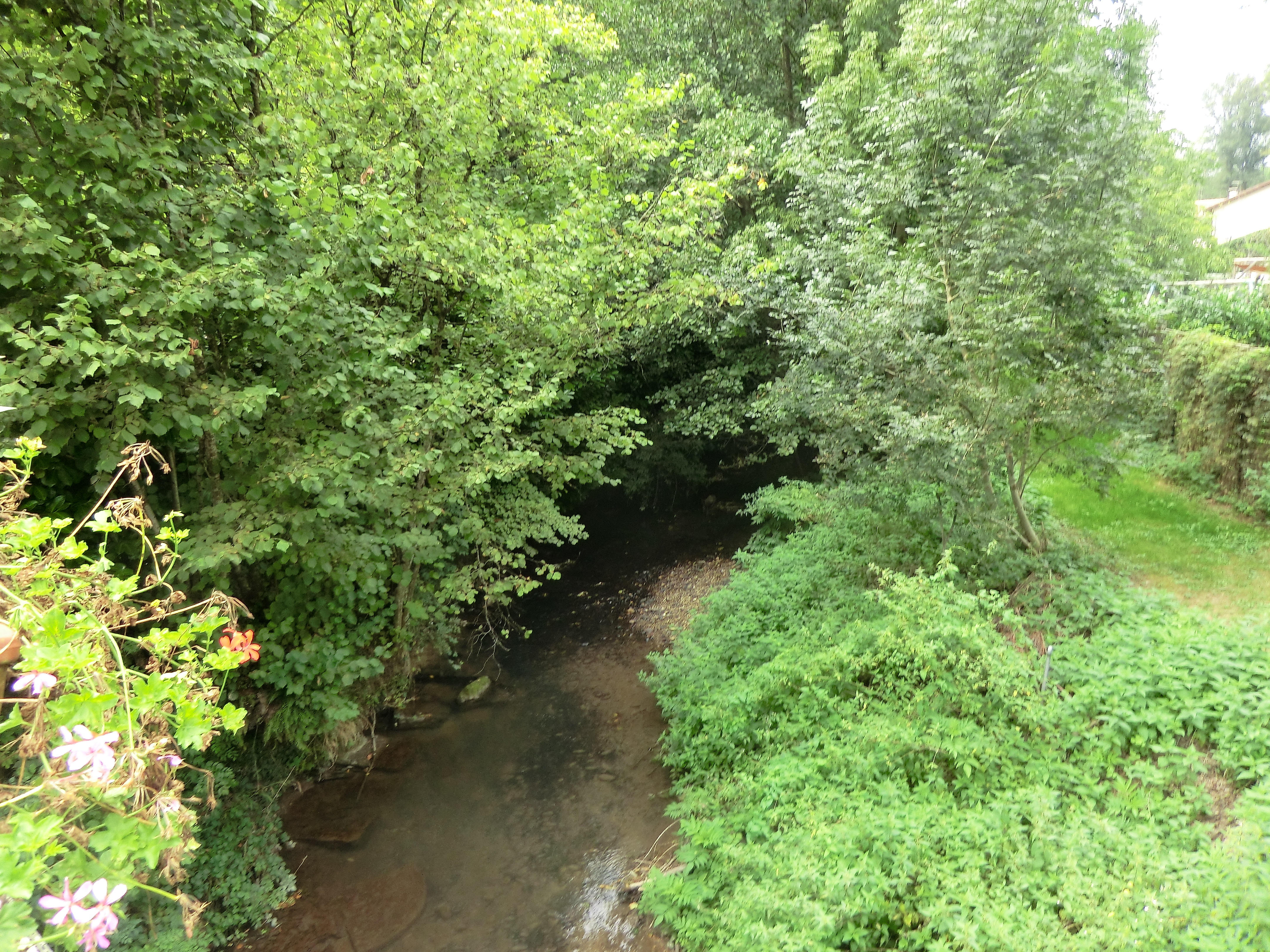
La Sereine à Sainte-Croix.

Sainte-Croix est une commune typique du plateau dombiste qui approche les plus de 300 mètres d'altitude dans cette partie sud de la Dombes. Ce plateau est entaillé en parts à peu près égales par des vallons où serpente le cours nord-sud de la Sereine, affluent de rive droite du Rhône. L’essentiel de la population est regroupé dans cette entaille à une altitude de l’ordre de 240-250 mètres. Les deux parties du plateau comportent des cultures, des fermes isolées et des habitations.  Les terres sont très argileuses. Les bois, restes  d'une vaste forêt, couvrent encore 315 ha soit  30 % de la surface totale de 10,62 km2. Les étangs ont presque tous été asséchés (on en dénombrait treize en 1863).

### Climat
Pour des articles plus généraux, voir Climat d'Auvergne-Rhône-Alpes et Climat de l'Ain.
En 2010, le climat de la commune est de type climat océanique dégradé des plaines du Centre et du Nord, selon une étude du CNRS s'appuyant sur une série de données couvrant la période 1971-2000. En 2020, Météo-France publie une typologie des climats de la France métropolitaine dans laquelle la commune est dans une zone de transition entre le climat semi-continental et le climat de montagne et est dans la région climatique Bourgogne, vallée de la Saône, caractérisée par un bon ensoleillement (1 900 h/an), un été chaud (18,5 °C), un air sec au printemps et en été et des vents faibles.
Pour la période 1971-2000, la température annuelle moyenne est de 11,4 °C, avec une amplitude thermique annuelle de 17,9 °C. Le cumul annuel moyen de précipitations est de 943 mm, avec 10,6 jours de précipitations en janvier et 7,4 jours en juillet. Pour la période 1991-2020, la température moyenne annuelle observée sur la station météorologique de Météo-France la plus proche, sur la commune de Marlieux à 19 km à vol d'oiseau, est de 12,2 °C et le cumul annuel moyen de précipitations est de 909,1 mm,. Pour l'avenir, les paramètres climatiques de la commune estimés pour 2050 selon différents scénarios d'émission de gaz à effet de serre sont consultables sur un site dédié publié par Météo-France en novembre 2022.

## Urbanisme

### Typologie
Au 1er janvier 2024, Sainte-Croix est catégorisée commune rurale à habitat dispersé, selon la nouvelle grille communale de densité à 7 niveaux définie par l'Insee en 2022.
Elle est située hors unité urbaine. Par ailleurs la commune fait partie de l'aire d'attraction de Lyon, dont elle est une commune de la couronne,. Cette aire, qui regroupe 397 communes, est catégorisée dans les aires de 700 000 habitants ou plus (hors Paris),.

### Occupation des sols
L'occupation des sols de la commune, telle qu'elle ressort de la base de données européenne d’occupation biophysique des sols Corine Land Cover (CLC), est marquée par l'importance des territoires agricoles (62,3 % en 2018), en augmentation par rapport à 1990 (60,4 %). La répartition détaillée en 2018 est la suivante : 
terres arables (54,8 %), forêts (34,3 %), prairies (4,9 %), zones urbanisées (3,4 %), zones agricoles hétérogènes (2,6 %).
L'évolution de l’occupation des sols de la commune et de ses infrastructures peut être observée sur les différentes représentations cartographiques du territoire : la carte de Cassini (XVIIIe siècle), la carte d'état-major (1820-1866) et les cartes ou photos aériennes de l'IGN pour la période actuelle (1950 à aujourd'hui).

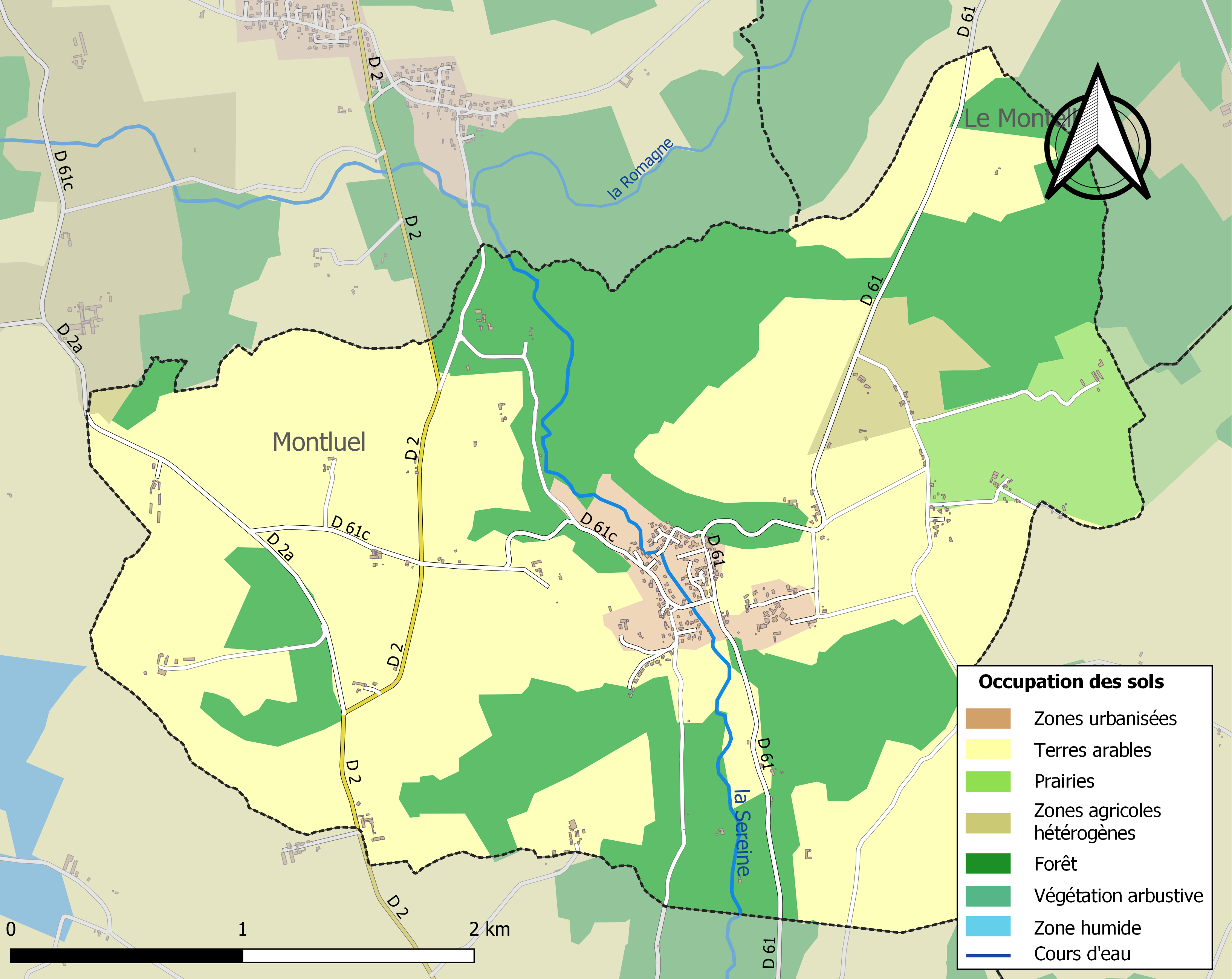
Carte des infrastructures et de l'occupation des sols de la commune en 2018 (CLC).

## Histoire

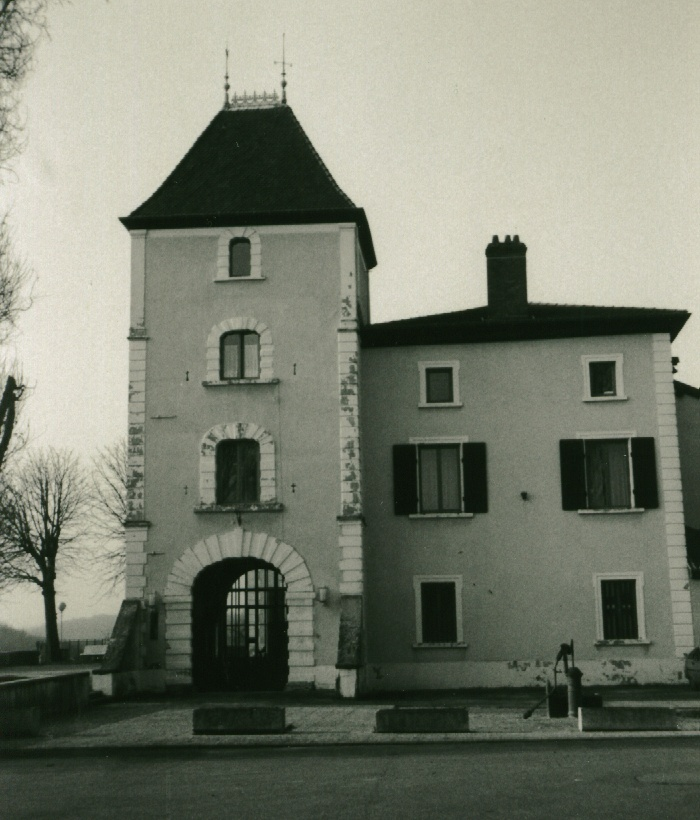
Tour du château vers 1990.

Le territoire de Sainte-Croix, pris en fourche entre deux voies romaines menant l’une de Montluel à Besançon (en passant par Jailleux et Villars), l’autre de Montluel à Genève (en longeant la Côtière), mais non traversé par elles, ne présente pas pourtant de trace d’implantation romaine ou prémédiévale.
Les peuplements originels semblent s'être faits autour d'une chapelle ou à l’abri d'une petite forteresse médiévale. En effet, la première citation historique de Sainte-Croix se trouve dans une bulle du pape Lucius III, par laquelle sa paroisse fut confirmée à l'abbaye de l'Ile Barbe (près de Lyon) en 1183. D’un point de vue civil, la seigneurie de Sainte-Croix semble avoir appartenu aux sires de Montluel durant une grande partie du treizième siècle, selon les historiens Guichenon et Guigue.
En 1281, le château (qui était déjà bâti mais a été beaucoup modifié depuis) passa à Hugues Palatin (originaire de Riottiers). En 1325, une maison-forte (qui semble distincte du château et dont on ignore l'emplacement) fut détruite par les troupes du dauphin du Viennois en guerre contre les sires de Beaujeu, suzerains des lieux. Vers 1370, Sainte-Croix apparaît comme seigneurie d'une branche de la famille d'Ars (Guichard puis Agnès). Mourant sans enfant, Agnès d’Ars légua ses propriétés vers 1406 à une parente, Philiberte de Corent, épouse d'Antoine du Bourg. Sainte-Croix resta à la famille du Bourg jusqu’en 1524 puis arriva par alliance à la famille savoyarde de La Forest qui la conserva sur trois générations.  Une succession rapide de ventes fit passer la seigneurie à un « citoyen de Lyon », Justinian Panse, puis à des « gentilshommes italiens », François et Mario de Turetin dont les héritiers firent affaire avec Guy ou Christophe de Crues vers 1650.
C’est de cette époque que date la première petite étude sociologique du village, grâce au travail de l’intendant Bouchu. Outre les possessions des personnes les plus aisées (quatre domaines, deux tuileries, un moulin, un étang et une rente noble), on y lit notamment qu’il «ne s’y fait aucun commerce, que du labourage » et qu’« il y a environ 40 familles qui font 200 communiants, pauvres à l’exception de deux ».
La famille de Crues resta à Sainte-Croix jusqu’à la Révolution. Son dernier seigneur, Pierre-François Dubreuil de Crues, fut guillotiné à Lyon en 1793. Sous son règne, l’état de la population ne varia guère, comme en témoigne le second « état des lieux » historique du village, celui de J.B. Riboud (1786), qui écrivait : « les propriétaires nobles ont beaucoup acquis et étendu leurs possessions » (ils ont quatre-cinquièmes des fonds) mais « les habitants sont pauvres » et « il n’y a point de communaux ». P. F. Dubreuil de Crues possédait, quant à lui, « six domaines, un moulin, une tuilerie, d’amples prairies, quantité de bois taillis, une rente noble, maison-forte et accessoires ».
Sainte-Croix n'a pas été épargnée par les troubles de la Révolution. Son nom fut changé en celui de Sereine. Son curé Charmet avait  joué le jeu en signant la constitution civile du clergé.
En 1828, les successeurs de Dubreuil de Crues vendirent toutes leurs propriétés aux frères Crozier, bourgeois lyonnais, dont les héritiers, conservateurs et catholiques, domineront les municipalités jusqu’en 1929, avec de rares intervalles républicains, très mouvementés car mal acceptés par les précédents. Cette mutation de propriété de la noblesse à la grande bourgeoisie lyonnaise est un phénomène classique étudié dans le plus grand détail par le géographe Richard Sceau dans sa thèse.
Sources principales :
- Samuel Guichenon. Histoire de la Bresse et du Bugey. 1650 ;
- BOUCHU.  Déclaration des biens des communes de Bresse. 1665-70 ;
- Cartulaire de l’abbaye de Savigny. 1853 ;
- DEBOMBOURG. Atlas historique du département de l’Ain. 1860 ;
- GUIGUE. Topographie historique de l’Ain. 1873 ;
- RIBOUD. Notes sur les pays de Bresse. 1886.

## Politique et administration

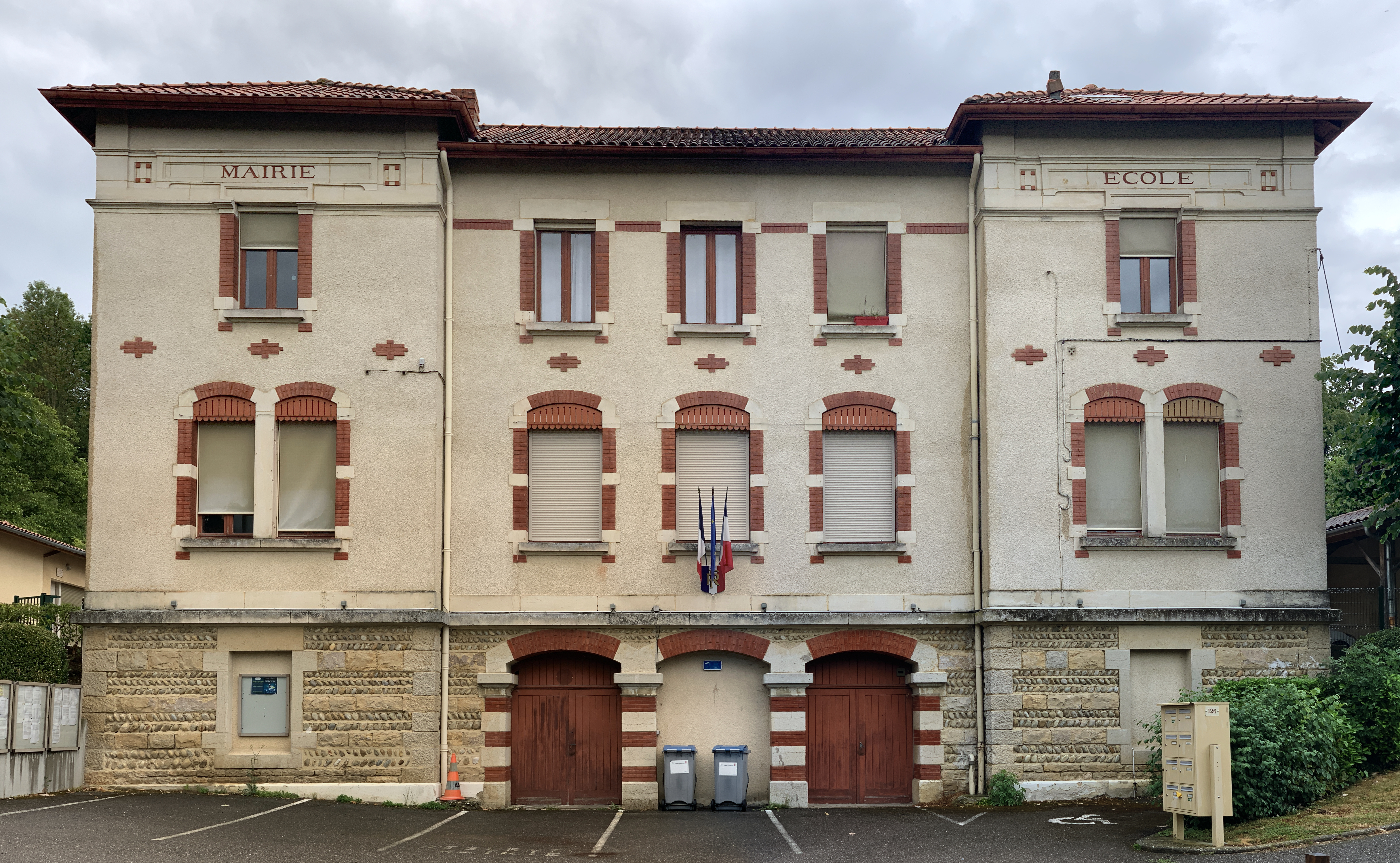
Mairie.

| Période                                  | Période   | Identité           | Étiquette | Qualité     |
| ---------------------------------------- | --------- | ------------------ | --------- | ----------- |
| mars 1989                                | juin 1995 | François Chapolard |           |             |
| juin 1995                                | mars 2001 | Léon Levrat        |           |             |
| mars 2001                                | mars 2014 | Roland Marret      |           |             |
| mars 2014                                | En cours  | Michel Levrat      | SE        | Agriculteur |
| Les données manquantes sont à compléter. |           |                    |           |             |

## Démographie
L'évolution du nombre d'habitants est connue à travers les recensements de la population effectués dans la commune depuis 1793. Pour les communes de moins de 10 000 habitants, une enquête de recensement portant sur toute la population est réalisée tous les cinq ans, les populations de référence des années intermédiaires étant quant à elles estimées par interpolation ou extrapolation. Pour la commune, le premier recensement exhaustif entrant dans le cadre du nouveau dispositif a été réalisé en 2005.
En 2022, la commune comptait 548 habitants, en évolution de −3,18 % par rapport à 2016 (Ain : +5,15 %, France hors Mayotte : +2,11 %).
| 1793 | 1800 | 1806 | 1821 | 1831 | 1836 | 1841 | 1846 | 1851 |
| ---- | ---- | ---- | ---- | ---- | ---- | ---- | ---- | ---- |
| 246  | 260  | 181  | 316  | 280  | 320  | 229  | 364  | 379  |

| 1856 | 1861 | 1866 | 1872 | 1876 | 1881 | 1886 | 1891 | 1896 |
| ---- | ---- | ---- | ---- | ---- | ---- | ---- | ---- | ---- |
| 348  | 330  | 361  | 373  | 385  | 364  | 391  | 376  | 408  |

| 1901 | 1906 | 1911 | 1921 | 1926 | 1931 | 1936 | 1946 | 1954 |
| ---- | ---- | ---- | ---- | ---- | ---- | ---- | ---- | ---- |
| 369  | 335  | 315  | 306  | 303  | 268  | 260  | 226  | 182  |

| 1962 | 1968 | 1975 | 1982 | 1990 | 1999 | 2005 | 2006 | 2010 |
| ---- | ---- | ---- | ---- | ---- | ---- | ---- | ---- | ---- |
| 193  | 176  | 169  | 263  | 365  | 468  | 529  | 517  | 534  |

| 2015 | 2020 | 2022 | - | - | - | - | - | - |
| ---- | ---- | ---- | - | - | - | - | - | - |
| 559  | 546  | 548  | - | - | - | - | - | - |

## Économie
La commune était essentiellement rurale jusqu’au milieu du XXe siècle. Les nombreux étangs étaient exploités selon le système dombiste qui faisait alterner l'évolage (mise en eau et pisciculture) et l'assec (mise en culture). Les seuls métiers non agricoles étaient les métiers de subsistance et de services : meunier, tuilier, sabotier, maréchal-ferrant, épicier ou cafetier. Au XIXe siècle cependant, des jeunes avaient commencé à travailler pour les manufactures de Montluel. Comme la plupart des communes rurales, Sainte-Croix a vu sa population fondre jusqu’en 1975. Elle a plus que triplée depuis (330 %) avec 561 habitants en 2018 grâce à la construction de trois petits lotissements. On observe ici, comme dans de nombreuses communes en périphérie des grandes métropoles, le phénomène de rurbanisation. Hautement symbolique a été  le choix de Sainte-Croix comme domicile par le célèbre neurophysiologiste Michel Jouvet. 

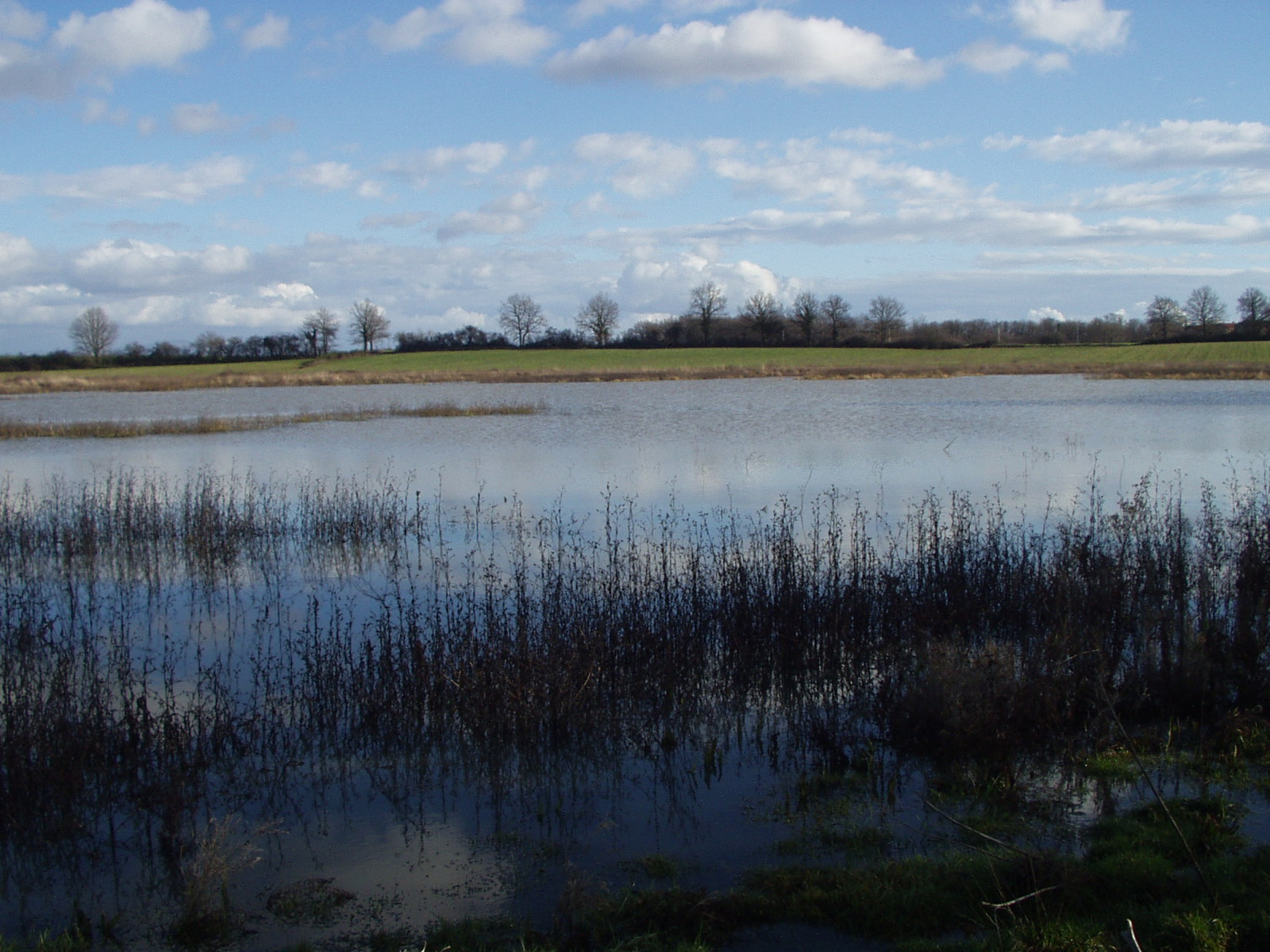
Étang de Botte.

Il reste moins d’une dizaine de foyers de cultivateurs (9 % de la population active). Les autres résidents travaillent dans la région proche, jusqu’à Lyon voire plus loin : le recensement de 1999 dénombrait parmi les actifs 27 % d’employés, 25 % d’ouvriers, 25 % de professions intermédiaires, 12 % de cadres et assimilés. on peut classer Sainte-Croix dans la catégorie des communes-dortoirs.

## Culture et patrimoine

### Monuments

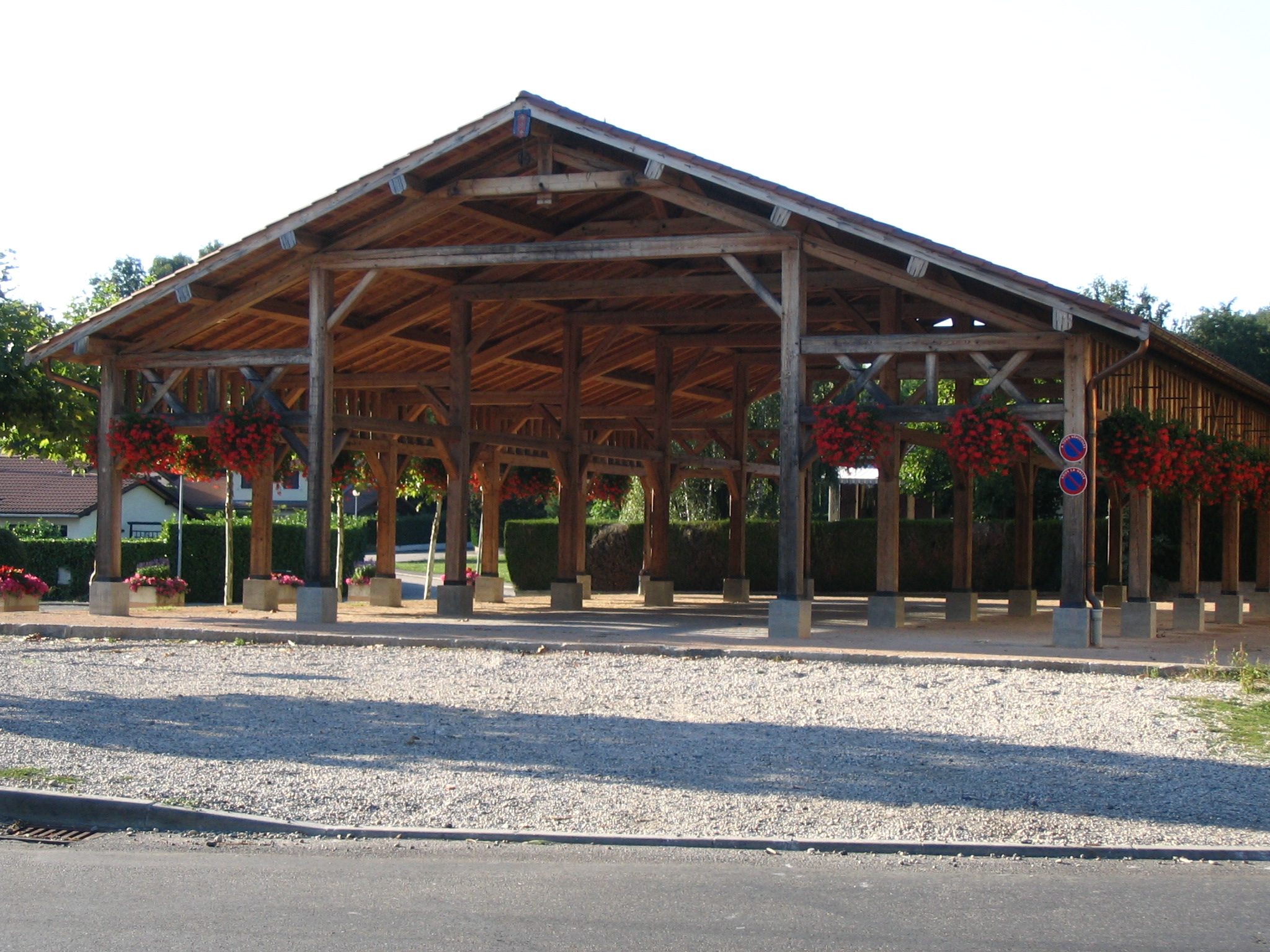
La halle de Sainte-Croix.

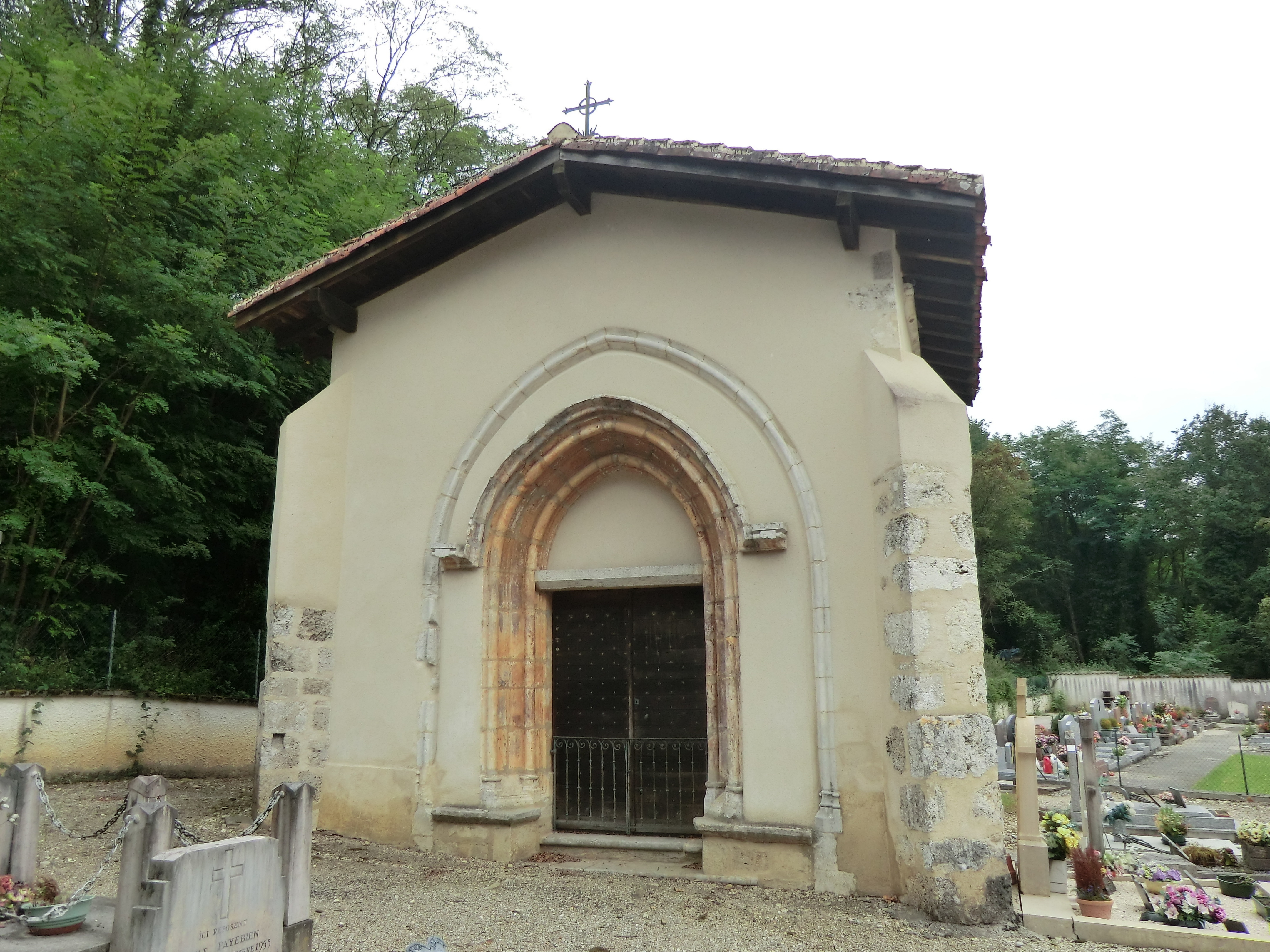
Chapelle de Sainte-Croix.

#### Le château
D’un point de vue civil, le château, acquis en 1967 par le comité d’entreprise d’EDF., est la construction dont l’origine est la plus ancienne (il a été bâti avant 1281). Cependant, il a été beaucoup remanié à plusieurs reprises, Cet édifice, autrefois de forme carrée et fait de briques rouges, comme plusieurs châteaux de la Dombes, a subi au moins deux remaniements sévères dans son histoire. Au XIXe siècle d’abord, les frères Crozier détruisirent une aile et une tour ronde, ce qui lui fit perdre une certaine similitude avec le château de Bouligneux.

#### Les moulins
La commune compte deux anciens moulins, privés donc non visitables, qui ont conservé leur roue et, pour l’un d’eux son glacis : le moulin des Vernes (probablement le plus ancien : au moins 1760 d’après la carte de Cassini, et peut-être 1650 d’après Guichenon) et, à quelques pas de l’église, le moulin de la Combe (près de l’église ; au moins 1828).

#### L'église et la chapelle
- Église Saint-Donat de Sainte-Croix.
- Chapelle des Crues de Sainte-Croix.

D’un point de vue religieux, l’église actuelle date de 1888. De style néogothique, elle abrite notamment deux bénitiers, dont l’un date de 1650, d’élégantes stalles en bois de chêne et deux grandes peintures à l’huile sur toile marouflée. Ses vitraux ont été entièrement restaurés en 1997.
La construction de cette église a coïncidé avec la destruction de l’ancienne dont il ne reste que la chapelle datant vraisemblablement du XVIe siècle (peut-être 1565). Cette chapelle se trouve dans l’ancien cimetière qui a été installé sur les fondations de l’église d’origine. L’élégant porche de cette dernière a été conservé et placé à l’entrée de la chapelle. L’intérieur comporte quelques éléments architecturaux bien dégradés, mais non restaurés en raison de la pauvreté de la commune qui a cependant protégé l’ensemble en le mettant hors d’air et d’eau en 1990. La dalle funéraire de Camille de Crues donne la généalogie de la dernière famille seigneuriale de Sainte-Croix. Elle a été classée sur l’inventaire des monuments historiques en 1920. On peut observer également une fenêtre gothique à meneaux, une croisée d’ogives retombant sur quatre culs-de-lampe très endommagés, des restes de fresques et d’une litre seigneuriale aux armes des de Crues, ainsi qu’une piscine liturgique Renaissance surmontée d’une tête de mort.
Sources :
- Préinventaire du patrimoine du canton de Montluel ;
- Articles de Colette Messaz dans divers bulletins municipaux.

### Héraldique
| Blason de Sainte-Croix (Ain) | Blason  | D'or à un pal de gueules chargé de trois croisettes d'argent. |
| Blason de Sainte-Croix (Ain) | Détails |                                                               |